# 5. SS-GebirgsKorps
Il V. SS-GebirgsKorps fu una formazione delle Waffen SS, formato alla fine della Seconda guerra mondiale e inviata in Iugoslavia per la lotta ai partigiani titini come parte della 2. Panzerarmee dall'ottobre 1943 al dicembre 1944.
Nel 1945 il V. SS-GebirgsKorps fu posto intorno a Francoforte sull'Oder come parte della 9. Armee della Wehrmacht, prendendo poi parte alla battaglia di Berlino.

## Comandanti
- 1º luglio 1943 – 21 settembre 1944: SS-Obergruppenführer und General der Waffen-SS Artur Phleps
- 21 settembre – 1º ottobre 1944: SS-Brigadeführer und Generalmajor der Waffen-SS Carl Ritter von Oberkamp
- 1º ottobre 1944 – 1º marzo 1945: SS-Obergruppenführer und General der Waffen-SS Friedrich-Wilhelm Krüger
- 1º marzo – 8 maggio 1945: SS-Obergruppenführer und General der Waffen-SS Friedrich Jeckeln

## Chief of Staff
- Oberführer, Walter Harzer

## Ordine di battaglia
- Artilleriekommandeur V. SS-Gebirgskorps
- SS-Nachrichten-Abteilung 105
- SS-Aufklärungs-Abteilung 105
- SS-Panzer-Abteilung 105
- SS-Sturmgeschütz-Abteilung 105
- SS-Artillerie-Abteilung 105
- SS-Flak-Abteilung 105
- SS-Werfer-Abteilung 105
- SS-Sanitäts-Abteilung 101
- SS-Nachschubtruppen 101
- SS-Sturmbataillon V (da aprile 1945)
- SS-Sturmgeschütz-Abteilung „Skanderbeg“ (da aprile 1945)

### Divisioni
- 26 dicembre 1943:

7. SS-Gebirgs-Division, 
181. Infanterie-Division, 
369. Infanterie-Division (kroat.), 118. Jäger-Division, 
1. Gebirgs-Division
- 16 settembre 1944:

7. SS-Gebirgs-Division, 118. Jäger-Division, 369. Infanterie-Division (croata)
- 1º marzo 1945:

391. Sicherungs-Division z.b.V., 32. SS-Freiwilligen-Grenadier-Division „30. Januar“, Divisionsstab Regemer, Festung Frankfurt